# 山田隆道
山田 隆道（やまだ たかみち、1976年10月11日 - ）は、日本の作家、大学教授。京都芸術大学芸術学部 教授。文芸表現学科 学科長。
大阪府吹田市出身。血液型B型。清風南海高等学校、早稲田大学教育学部教育学科卒業。
主な著書は「虎がにじんだ夕暮れ」「神童チェリー」「雑草女に敵なし！」「芸能人に学ぶビジネス力」など。プロ野球ファン（特に阪神ファン）としても知られており、「阪神タイガース暗黒のダメ虎史」「プロ野球むしかえしニュース」などの野球本も複数上梓する他、新聞・雑誌等にも数多く連載・寄稿している。

## 経歴
- 早稲田大学在学中に放送作家として活動を開始する。
- 2002年、キティフィルムが運営する劇団たいしゅう小説家の旗揚げに脚本家として参加。
- 2006年以降、放送作家・脚本家としての活動のほかに、漫画原作や小説やエッセイなども執筆するようになる。
- 漫画原作者としては、脚本家の渡辺啓（元グレートチキンパワーズ）との共同筆名「あおい」として活動していた時期もあり、「あおい」名義の著作も複数上梓している。
- 実在する女性ADの奮闘物語を描いた「雑草女に敵なし!」（朝日新聞出版/2009年刊）は漫画家・朝基まさしによってコミカライズもされ、講談社の漫画雑誌「アフタヌーン」でも連載。連載終了後、同社からコミックス「雑草女」として発売された。
- 熱心なプロ野球ファン（特に阪神）でもあり、野球関係のテレビ・ラジオ・イベントなどに出演することも多い。

## 作品

### 著書
- 虎がにじんだ夕暮れ（PHP研究所　12年10月刊）-文庫版は幻冬舎から14年8月刊
- 神童チェリー（アスキーメディアワークス　11年11月刊）
- 雑草女に敵なし！（朝日新聞出版　09年11月刊）
- Simple　Heart（ぶんか社　09年7月刊）
- 芸能人に学ぶビジネス力（マイコミ新書　11年8月刊）
- 粘着！プロ野球むしかえしニュース（宝島社　13年6月刊）
- 阪神タイガース暗黒のダメ虎史（ミリオン出版　09年12月刊）
- 野球バカは実はクレバー（講談社　10年6月刊）
- 芸能界超ウルトラおバカ名鑑（ぶんか社　09年2月刊）

### 漫画原作
- 彼女色の彼女（幻冬舎コミックス、全３巻）―あおい名義　作画：やしきゆかり
- リサーチャー（幻冬舎コミックス）―あおい名義　作画：箸井地図
- 借金カノジョ（月刊コミックバーズ／幻冬舎コミックス）－あおい名義　作画：高島ひろみ
- 雑草女（講談社）－作画：朝基まさし

### 脚本作品
- 劇団たいしゅう小説家第１回公演「笑説・６人の怒れる優しいヒト々」
出演：渡辺慶、岡元夕紀子、ほか　（2002年8月31日～9月1日　池袋・東京芸術劇場）
- 連続ドラマ「借金カノジョ１～純愛と返済の日々～」（VISIONCAST）
出演：満島ひかり、古屋敬多（Lead）、荻野目洋子、ほか
- 連続ドラマ「借金カノジョ２～1000のラプソディ～」（VISIONCAST）
出演：滝裕可里、中土居宏宜（Lead）、荻野目洋子、ほか

### 書籍未収録作品
- 家を看取る日（文学金魚にて15年2月～連載）-小説
- 赤ラークとダルマのウィスキー（ベースボールタイムズにて08年10月～09年12月まで連載）―小説
- 新宿ゴールデン街1/200（メルステにて2006年連載、あおい名義）―小説

### 作・演出・プロデュース
- テレビ番組連動型イベント「アイドルコロシアム」Vol.1～Vol.6（2005年～2006年/MONDO21
- DVD「アイドルコロシアム」①～⑥（ローランズフィルム）

## 主な連載
- 東京スポーツ「悪魔の添削」
- 文春オンライン「文春野球コラムペナントレース阪神担当」
- 日刊ゲンダイ「対岸のヤジ～プロ野球自腹言論～」
- 日刊ゲンダイ「悪魔のプロ野球辞典」（不定期増刊号連載）
- マイナビニュース「山田隆道の幸せになれる結婚」
- 東京スポーツ「山田隆道の野球バカとハサミは使いよう」
- マイコミジャーナル「奥様はコマガール」
- エキサイティングＭＡＸ「山田隆道の昭和プロ野球愛好会」
- 夕刊フジ「山田隆道の阪神バカ一代」
- スポーツナビ「プロ野球ニュース通信簿」
- スポーツナビ「山田隆道のブログに茶々々!」
- 週刊BTWeekly「ONを知らない世代の愛球アルバム」
- 週刊BTWeekly「隆道山田のなつかしい話」
- 週刊BTweekly「山田隆道の愛球放談」
- ベースボールマガジン「野球相伝」
- PCファン「スポフェチ」
- マイコミジャーナル「奥様はコマガール」
- マイコミジャーナル「ちょっとダメ系？　恋するB型男子」
- 月刊チャージャー「山田隆道の11AM＠三軒茶屋」
- エキサイティングMAX「山田隆道の昭和プロ野球愛好会」
- クールトランス「山田隆道の男ヂカラ」
- BUBKA「山田隆道の芸能界暮らしの手帖」
- エキサイティングMAX「山田隆道の芸能界R35」
- ギャグバンク「業界そこそこ話」
- 格闘王国「山田隆道のにわかでゴメンよ!」
- エンタテイメントダッシュ「山田隆道の勝手にテコイレTV」
- 関西テレビ「スワンの馬鹿! 〜こづかい3万円の恋〜」公式サイト「ダーリンはスワンくん!」
- スコラ「本番仕事人」
- スコラ「肉体派料理店」
- 夕刊フジ「今ドキOL白書」
- 総合文学ウェブ情報誌 文学金魚 「家を看取る日」-　連載中

## 出演番組

### テレビ
- 2015年2月～2016年2月　「おちゃのこsaisai」（JCOM）
- 2012年7月22日「朝までwithタイガース」（MBSテレビ）
- 2011年～不定期「プロ野球討論番組・シリーズ」（ニコニコ生放送公式番組）ー司会
- 2010年～不定期「山田隆道おしゃべり堂」（USTREAM放送）
- 2009年～不定期「ツイッター野球大喜利ライブ」（USTREAM放送）
- 2009年　「月刊やま小屋」（インターネットＴＶ・ＭＯＰＡＬ）ー司会
- 2005年～06年 「バトルヒロイン宣言！アイドルコロシアム」(MONDO21)
- 2004年　「アイドルファイトクラブ」（MONDO21)

### ラジオ
- 2008年～2016年3月　週替わりレギュラー「亀山つとむのかめ友 Sports Man Day」（MBSラジオ）
- 2016年　「土曜朝イチエンタ　堀尾正明＋PLUS!」（TBSラジオ）
- 2016年　「亀山つとむのスポーツマンデー」（MBSラジオ）
- 2013年　「GOLD RUSH」（J-WAVE）
- 2013年　「福井謙二グッモニ」（文化放送）
- 2012年　「寺谷一紀の千里の道も一歩から」（FM千里）
- 2012年　「プロ野球『阪神VS巨人戦』中継ゲスト」（MBSラジオ）-2012年5月5日
- 2010年～週替わりレギュラー「子守康範　朝からてんコモリ!」金曜日（MBSラジオ）
- 2009年～週替わりレギュラー「MBSとらぐみタイガースライブ!」木曜日（MBSラジオ）
- 2009年～数回ゲスト出演「ノムラでノムラEXトラ♪」（MBSラジオ、阪神タイガース）
- 2008年～数回ゲスト出演「いざゆけ八木裕!」（MBSラジオ）

### ライブ
- 山虎サミット―2016年3月から2,3か月おきに継続開催中
- こんなプロ野球はイヤだ!―2011年1月から2、3か月おきに継続開催中
- 大塚光二＆山田隆道のロフト的プロ野球ニュース！―2010年9月、10月、11月の3回開催